# Novartis

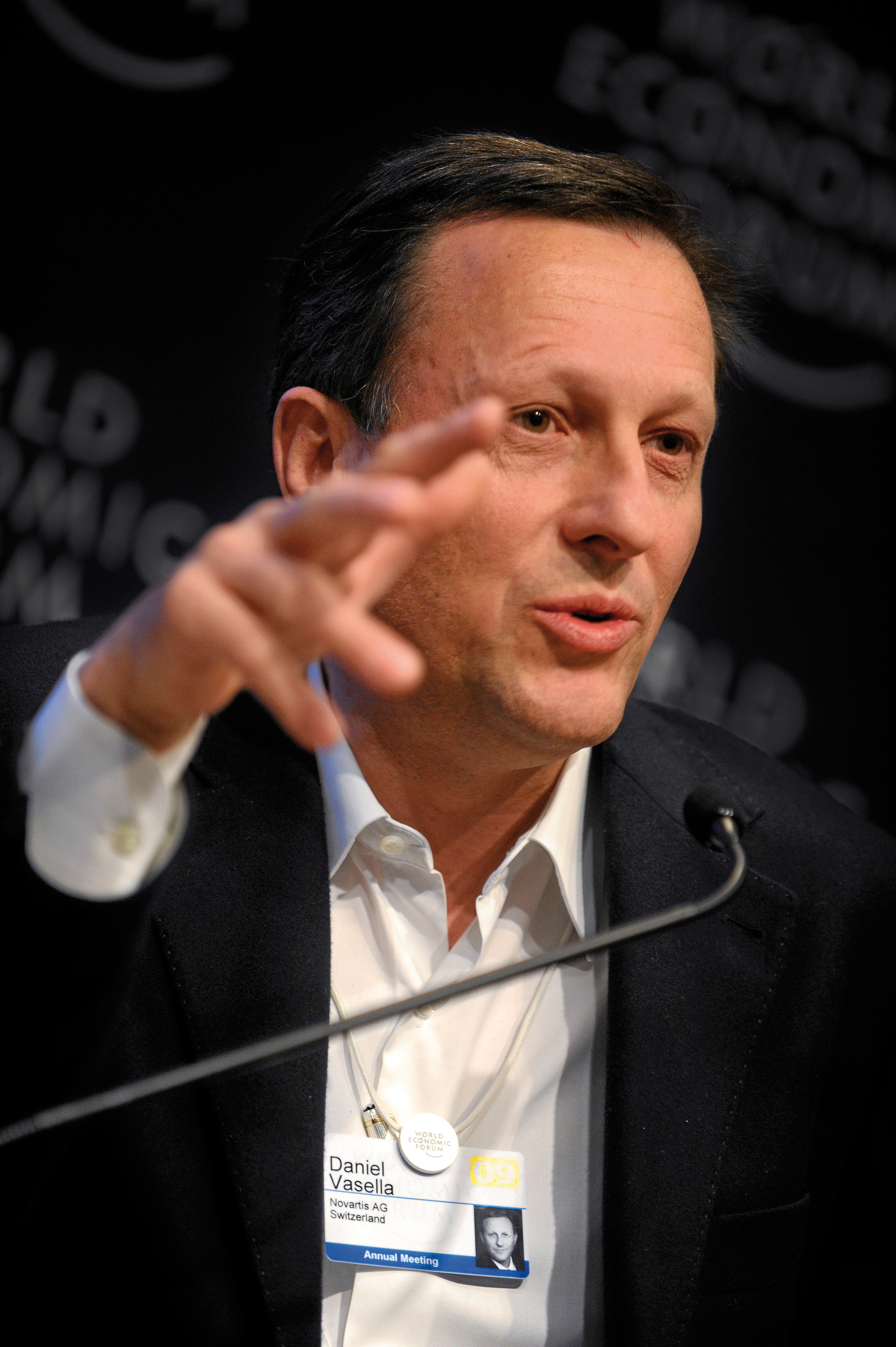
Daniel Vasella - CEO i president del consell d'administració

Novartis és una empresa que es dedica a la indústria farmacèutica i de biotecnologia, té la seua seu principal en la ciutat de Basilea a Suïssa. La companyia naix a partir de la fusió de Ciba-Geigy amb Sandoz el 1996, que en la seua època va ser la fusió més gran del món.
El CEO i president del consell d'administració des de l'any 2018 és Vas Narasimhan (va substituir a Joseph Jimenez). La llei suïssa al contrari de la llei alemanya, no prohibeix que el CEO d'una empresa siga al mateix temps president.
El 21 de febrer de 2005, Novartis anuncià la compra de la companyia alemanya Generika-Herstellers Hexa per un valor de 5.650 milions d'euros.

## Història de les companyies fusionades

### Geigy
El 1758, Johann Rudolf Geigy-Gemuseus comença a comerciar amb materials i productes químics en el sector de Basilea. El 1857 Johann Rudolf Geigy-Merian i Johann Müller-Pack comencen a destil·lar i produir fucsina a partir de fustes de color a les quals extreien el seu color.
El 1901 l'empresa es converteix en societat anònima i després de 1914 pren el nom de J.R Geigy AG.
El 1935 comença la producció d'insecticides i tres anys més tard naix el departament de farmacèutica. Una nova seu va ser construïda i gràcies al desenvolupament de l'insecticida DDT Paul Müller guanya el premi nobel de química el 1948
Durant els anys 1940 fins als anys 1960, Geigy va desenvolupar diferents productes, entre els quals es troben: Butazolidin (contra el reumatisme), Simazin (herbicida), psicofàrmacs com Tofranil, Anafranil, Diureticum (contra la hipertensió arterial), Hygroton (antiepilèptic).

### Ciba
Alexander Clavell (1805-1873) el 1859 presa la producció de fucsina en la seua tintoreria de Basilea. El 1864 construeix un nou centre de producció de colorants sintètics, negoci que ven a una nova firma anomenada Bindschedler & Busch el 1873.
El 1884, l'empresa és rebatejada Gesellschaft für Chemische Industrie Basel (Societat per a la indústria química de Basilea). És d'aquest nom que apareix la seua abreviació i següent denominació oficial, CIBA.
Després de l'aparició de productes antisèptics com Vioform o l'antireumàtic Salen, en els anys 1910, la companyia expandeix la seua producció amb noves fàbriques a Anglaterra (Clayton), Itàlia (Milà), Alemanya (Berlín) i Rússia. El 1954 comença la producció d'insecticides. El 1963, ix al mercat el Desferal, que ajudava a tractar la Talassèmia, eliminant l'excés de ferro i alumini en la sang.
El 1970, Ciba es fusiona amb Geigy per a fundar l'empresa Ciba-Geigy AG (Ciba-Geigy SA).

### Sandoz
El 1886, el Dr. Alfred Kern (1850-1895) i Edouard Sandoz (1853-1928) funden l'empresa química Kern & Sandoz. Els primers colorants que van ser fabricats allí van ser Alizarin blau i Auramin. Després de la mort de Kern el 1895 la companyia va ser transformada en societat anònima, l'antiga Indústria química ara era simplement anomenada Sandoz. Aqueix mateix any, trau al mercat l'antipyrin, un medicament contra la febra. El 1899 comença la producció de sacarina.
El 1917 comença la recerca farmacèutica sota la direcció del professor Arthur Stoll (1887-1971). Entre les dues guerres mundials dos nous productes van ser llançats al mercat, el Gynergen (1921) i el Calcium-Sandoz (1929). A partir de 1929, els camps d'acció de Sandoz es van diversificar, ara es fabricaven productes per a les indústries tèxtil, de papers, del cuiro i agrícola.
En els anys 1930 es va desenvolupar el psicofàrmac LSD, que durant els anys 1960 va haver de ser retirat del mercat. El 1964 la companyia inaugura la seua primera seu en l'estranger.
El 1967 Sandoz es fusiona amb Wanger AG (Wanger SA, coneguda pels seus productes ovomaltine i isostar) a més d'encarregar-se de les empreses: Delmark, Wasa (empresa sueca) i Gerber la famosa productora de compotes i productes per a bebés.
El 1996 naixia de la fusió de Sandoz amb Ciba-Geigy l'empresa Novartis SA, a la qual el sector de química tradicional li va ser separat sota el nom de Ciba Especialitats Químiques S.A.. En 2005 la seu principal de Sandoz va ser desplaçada a Holzkirchen (Alemanya), després de la incorporació de la companyia alemanya Hexal.
En 2006 s'annexa Chiron.

## Història de Novartis
Després que els accionaris de Ciba i de Sandoz així com la Unió Europea hagueren acceptat la fusió, aquesta va ser acordada per al 17 de desembre de 1996 per la Federal Trade Commission. El 20 de desembre d'aqueix mateix any, Novartis va ser registrada oficialment com a empresa.
El president del comité director (CEO) i del consell d'administració és Daniel Vasella, qui ocupa el càrrec des del 21 d'abril de 1999.

## Guanys
Des dels inicis de la companyia, aquesta ha estat en superàvit continu, en 2005 la xifra de negocis va aconseguir els 32.200 milions de dòlars americans (14% més que en l'exercici anterior) i els guanys van aconseguir els 6.100 milions $ (10% més que en l'exercici anterior), aquest resultat es deu en certa part a la venda de productes contra el càncer, la leucèmia i la hipertensió.
Novartis és considerada una de les cinc empreses farmacèutiques més grans del món (dades d'IMS, Agost 2004), a més de constituir un important pilar de l'economia de Suïssa, en particular en la regió de Basilea, on té la seua seu principal. La seua facturació anual ronda els 20.000 milions d'euros (2003).

## Productes
Novartis produeix nombrosos productes, en la següent llista apareixen els medicaments més coneguts:
- Zelmac (Còlon irritable)
- Glivec (Leucèmia)

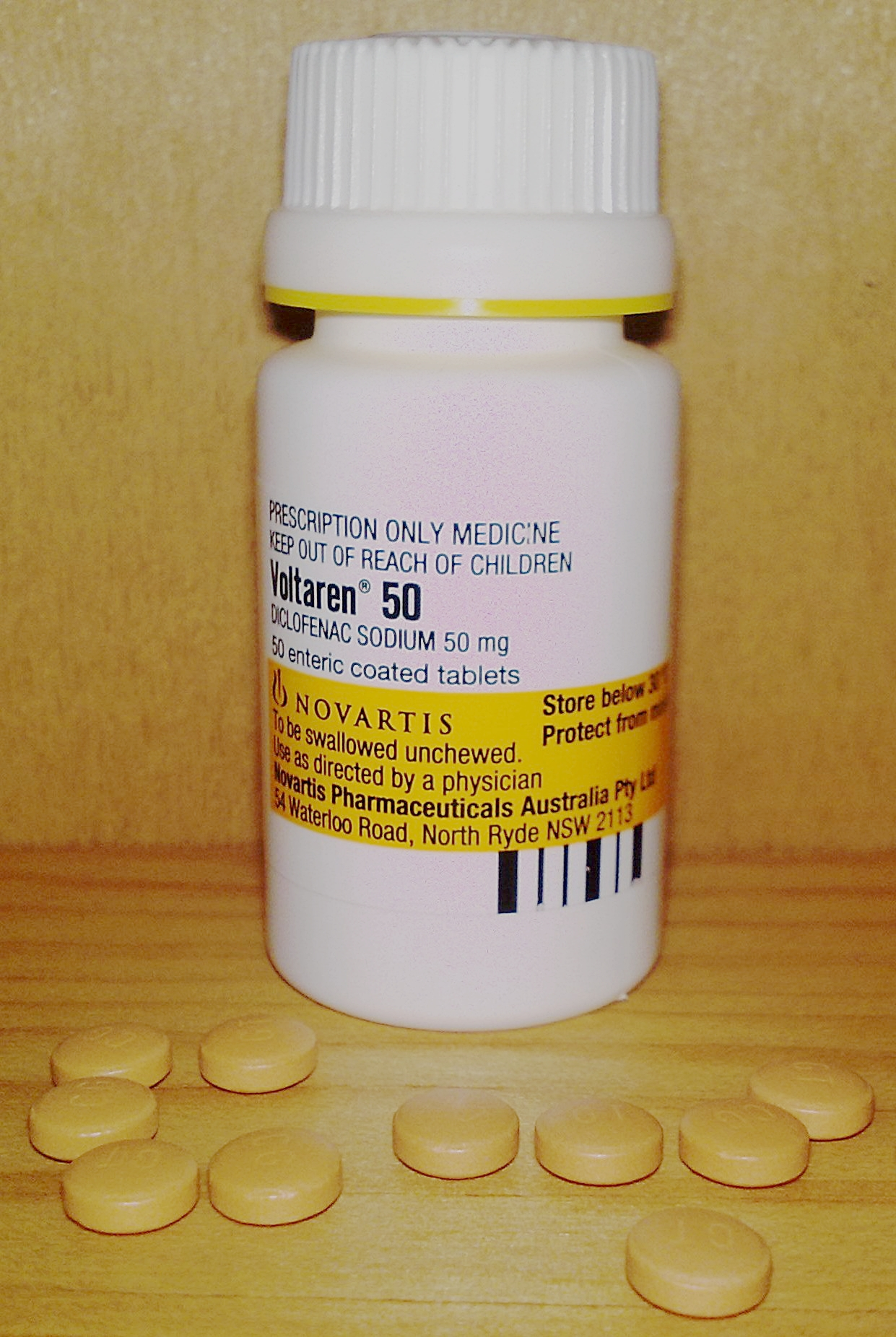
Voltaren tablets

- Diovan i Co-Diovan (Hipertensió arterial)
- Xolair (Asma)
- Femara (Càncer de mama)
- Elidel (Dermatosi)
- Zometa (Càncer)
- Lamisil (Fongs)
- Voltarén (Analgèsic)
- Ritalin (dèficit d'atenció)
- Sandimmun / Neoral (Transinsubordinacions)
- Tegretol (Epilèpsia)
- Otrivina (Descongestiu nasal)
- Sintrom (Anticoagulant)
- Leponex (Psicosi)
- Gilenya (Fingolimod), tractament per l'esclerosi múltiple